# Dineutró
El dineutró és una partícula formada per dos neutrons. Va ser observada per primera vegada el 2012 al National Superconducting Cyclotron Laboratory (NSCL) de la Michigan State University en el procés de desintegració de l'isòtop ¹⁶Be, molt ric en neutrons (12 neutrons en lloc de 5 com a l’isòtop estable). El dineutró resultant té una vida mitjana molt curta. Igual que el diprotó, el dineutró no forma un estat lligat, encara que es troba a prop del límit d'estabilitat. La raó d'aquest fet rau en una combinació del principi d'exclusió de Pauli (els neutrons han de formar un estat singlet amb spins antiparal·lels) i el fet que la força nuclear és més forta quan els nucleons tenen spins paral·lels. La manca d'estabilitat dels dineutrons es pot visualitzar posant "Z=0" a la Fórmula de Weizsäcker i veient com els termes relacionats amb el principi de Pauli porten a una energia d'enllaç final negativa (és a dir, a un estat no lligat).
La recerca de desintegracions amb emissió de dineutrons s'havia intentat abans amb altres nuclis rics en neutrons, com l'heli-10 i l'hidrogen-5, però aquests estats preferien l'emissió de neutrons individuals. En el cas del beril·li-16, el nucli intermedi produït quan s'emet un neutró seria encara més inestable que el nucli inicial. Teòricament, s'havia predit que en nuclis rics en neutrons i amb nombre parell de neutrons, com l’heli-6 i -8, aquests podien formar estats parells (via un aparellament de tipus parells Cooper).
A la família d'estats multi-neutrons, el dineutró és el representant més petit. L'únic estat lligat conegut d'aquesta sèrie és l'estrella de neutrons. A diferencia del dineutró, no és la força nuclear sinó la força de la gravetat la responsable de la seva estabilitat. També hi ha controvertits resultats experimentals d’estats lligats tetraneutró.